# Prêmio Air France
O Prêmio Air France foi um prêmio de cinema criado em 1967 pela companhia aérea Air France para premiar os melhores do cinema nacional, escolhidos por um júri formado por críticos e estudiosos de cinema.
Eram cinco as categorias premiadas: filme, ator, atriz, diretor e prêmio especial do júri.

## Premiados

### Melhor filme
- 1967 - Terra em Transe
- 1968 - Fome de Amor
- 1969 - Macunaíma
- 1970 - O Profeta da Fome
- 1971 - Os Deuses e os Mortos
- 1972 - Os Inconfidentes
- 1973 - São Bernardo
- 1974 - O Amuleto de Ogum
- 1975 - Guerra Conjugal
- 1976 - Xica da Silva
- 1977 - Tudo Bem
- 1978 - Os Mucker
- 1980 - Eles Não Usam Black-Tie
- 1981 - Asa Branca, Um Sonho Brasileiro
- 1982 - Inocência

### Melhor diretor
- 1967 - Glauber Rocha , por Terra em Transe
- 1968 - Nelson Pereira dos Santos, por Fome de Amor
- 1969 - Joaquim Pedro de Andrade, por Macunaíma
- 1970 - Maurice Capovilla, por O Profeta da Fome
- 1971 - Ozualdo Candeias por A Herança
- 1972 - Nelson Pereira dos Santos por Como Era Gostoso o Meu Francês
- 1973 - Leon Hirszman, por São Bernardo
- 1974 - Nelson Pereira dos Santos, por O Amuleto de Ogum
- 1975 - Antunes Filho, por Compasso de Espera
- 1976 - Cacá Diegues, por Xica da Silva
- 1977 - Arnaldo Jabor, por Tudo Bem
- 1978 - Wolf Gauer e Jorge Bodanzky, por Os Muckers
- 1980 - Leon Hirszman, por Eles Não Usam Black-Tie
- 1981 - Djalma Limongi Batista, por Asa Branca, Um Sonho Brasileiro
- 1982 - Walter Lima Junior, por Inocência

### Melhor ator
- 1967 - Paulo José, por Todas as Mulheres do Mundo
- 1968 - Sérgio Hingst, por O Quarto
- 1969 - Grande Otelo, por Macunaíma
- 1970 - Maurício do Valle, por O Profeta da Fome
- 1971 - Procópio Ferreira, por Em Família
- 1972 - Carlos Kroeber, por A Casa Assassinada
- 1973 - Othon Bastos, por São Bernardo
- 1974 - Milton Gonçalves, por A Rainha Diaba
- 1975 - Jofre Soares, por Guerra Conjugal
- 1976 - Mauro Mendonça, por Dona Flor e Seus Dois Maridos
- 1977 - Jofre Soares, por Chuvas de Verão
- 1978 - Anselmo Vasconcelos, por República dos Assassinos
- 1980 - Nuno Leal Maia, por Ato de Violência
- 1981 - Edson Celulari, por Asa Branca, Um Sonho Brasileiro
- 1982 - Lima Duarte, por Sargento Getúlio

### Melhor atriz
- 1967 - Leila Diniz, por Todas as Mulheres do Mundo
- 1968 - Irene Stefânia, por Fome de Amor
- 1969 - Odete Lara, por Copacabana, me Engana
- 1970 - Joana Fomm, por As Gatinhas
- 1971 - Adriana Prieto, por Anjo Mau
- 1972 - Dina Sfat, por A Culpa
- 1973 - Isabel Ribeiro, por São Bernardo
- 1974 - Betty Faria, por A Estrela Sobe
- 1975 - Ítala Nandi, por Guerra Conjugal
- 1976 - Zezé Motta, por Xica da Silva
- 1977 - Fernanda Montenegro, por Tudo Bem
- 1978 - Monique Lafond, por Eu Matei Lúcio Flávio
- 1980 - Fernanda Montenegro, por Eles Não Usam Black-Tie
- 1981 - Vera Fischer, por Amor, Estranho Amor
- 1982 - Marília Pêra, por Bar Esperança

### Prêmio especial
- 1967 - Márcia Rodrigues , revelação em Garota de Ipanema
- 1968 - Pagano Sobrinho, revelação em O Bandido da Luz Vermelha
- 1969 - Pedro Carlos Rovai, diretor de Adultério à Brasileira
- 1970 - João Batista de Andrade, diretor de Gamal, o Delírio do Sexo
- 1971 - Alberto Salvá, diretor de Um Homem Sem Importância
- 1972 - Kate Hansen, atriz em As Deusas
- 1973 - Hugo Carvana, diretor e ator em Vai Trabalhar Vagabundo
- 1974 - Bruno Barreto, diretor de A Estrela Sobe
- 1975 - Tânia Quaresma, diretora do documentário Nordeste - Cordel, Repente, Canção
- 1976 - Denise Bandeira, revelação em À Flor da Pele
- 1977 - Ana Carolina, diretora de Mar de Rosas
- 1978 - Geraldo Sarno, diretor de Coronel Delmiro Gouvea
- 1980 - Gianfrancesco Guarnieri, ator e co-roteirista em Eles Não Usam Black-Tie
- 1981 - Ícaro Martins e José Antonio Garcia pelo filme  O Olho Mágico do Amor
- 1982 - Denoy de Oliveira pela direção de Sete Dias de Agonia